# Kościół św. Wojciecha w Lidzbarku
Kościół św. Wojciecha w Lidzbarku – najstarszy zachowany obecnie lidzbarski kościół. 

## Historia i architektura
Zbudowany został w roku 1752 na fundamentach spalonego 6 lat wcześniej drewnianego kościoła. Ściany kościoła są murowane z cegły, otynkowane z otworami okiennymi zamkniętymi łukowo. Dach jest dwuspadowy, kryty dachówką holenderską. Z jego zachodniej strony wznosi się kwadratowa, trójkondygnacyjna wieża, zakończona baniastym hełmem krytym blachą z latarnią. Wnętrze kościoła składa się z zakończonego trójbocznie prezbiterium, prostokątnej nawy z dwiema kaplicami starej zakrystii od północy i drewnianego chóru muzycznego z XIX wieku. Całość pokryta jest drewnianym sklepieniem kolebkowym.

## Wystrój
Wystrój wnętrza w większości jest w stylu barokowym. Na ołtarzu głównym znajdują się rzeźby św. Pawła, św. Piotra i św. Wojciecha, płaskorzeźba Chrystusa ze św. Tomaszem i obrazem Matki Boskiej Niepokalanie Poczętej.
Inne cenne elementy wystroju to:
- ołtarz boczny z obrazami św. Anny Samotrzeć i św. Wawrzyńca,
- ołtarz boczny z obrazem św. Stanisława,
- ołtarze w obydwu kaplicach,
- ambona,
- organy o zewnętrznej oprawie neobarokowej z 1904 roku,
- późnobarokowy konfesjonał z XVIII wieku,
- barokowa rzeźba Chrystusa Zmartwychwstałego z XVIII wieku,
- monstrancja z XVII wieku,
- monstrancja promienista z końca XVII wieku,
- rokokowy kielich z drugiej połowy XVIII wieku,
- barokowe świeczniki wykonane z cyny z XVIII wieku
- elektryczne świeczniki z drugiej połowy XIX wieku.

W roku 1960 kościół wpisano do rejestru zabytków. Od 2004 roku w kościele znajdują się relikwie św. Wojciecha. W 2001 na ścianie zewnętrznej przy wejściu wmurowano tablicę pamiątkową z okazji 700-lecia założenia Lidzbarka.